# Red Circuit
Red Circuit ist eine Progressive-Metal-Supergroup aus Wiesbaden, Hessen, Deutschland. Die Bandmitglieder und Gastmusiker stammen aus Bands wie Vanden Plas, Adagio, Firewind und Elegy.

## Stil
Die Texte des Albums Trance State (2006) wurden inspiriert durch ein Gedicht von Klaus Kinski. Das zweite Album Homeland (2009) behandelt dramatische Ereignisse der Weltpolitik.
Auf dem dritten Album Haze of Nemesis (2014) wurden laut Markus Teske überwiegend zwischenmenschliche Problemzonen thematisiert, also die gesamte Bandbreite von Zitat: "Liebe, Hass, Verzweiflung Missverständnis, Betrug, Gewalt, Misstrauen...".
Die Alben Trance State und Homeland wurden in den Bazement Studios in der Nähe von Frankfurt aufgenommen.

## Mitglieder

### Aktuelle Besetzung
- Chitral Somapala – Gesang (ex-Firewind)
- Markus Teske – Keyboard
- Christian Moser – Gitarre
- Tommy Schmitt – Bass
- Michael Stein – Schlagzeug

### Ehemalige Mitglieder
- Stephan Lill – Gitarre (Vanden Plas, Missa Mercuria, Ian Parry)
- Patrick Rondat (Elegy, Jean Michel Jarre, The Element, Furioso)
- Stephan Forté (Adagio, Lightning Sword)
- Oliver Noerdlinger
- Frank Bodenheimer
- Christine Wolff – Begleitgesang
- Andy Klein – Schlagzeug

## Diskografie
- 2006: Trance State (Limb Music)
- 2009: Homeland (Limb Music)
- 2014: Haze of Nemesis (Limb Music)